# Arbeidsongeschiktheidsverzekering voor zelfstandigen

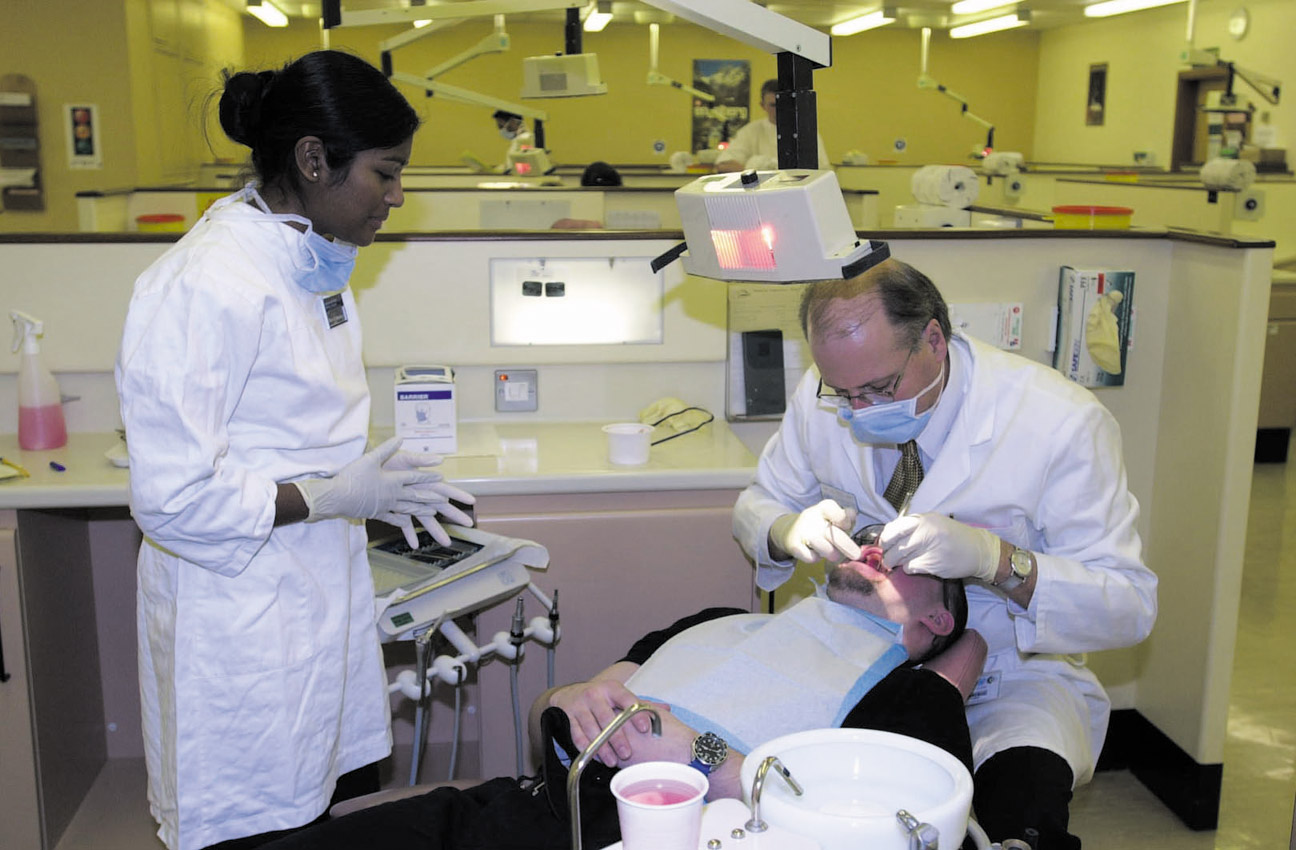
Een tandarts is meestal een vrije beroepsbeoefenaar en zal een arbeidsongeschiktheidsverzekering af willen sluiten

Een arbeidsongeschiktheidsverzekering (AOV) is in Nederland een verzekering voor zelfstandig ondernemers die de verzekerde (de ondernemer) voorziet in een periodieke uitkering bij ziekte of invaliditeit. 
De arbeidsongeschiktheidsverzekering kan een schadeverzekering of een sommenverzekering zijn.

## Doelgroep
De arbeidsongeschiktheidsverzekering is bedoeld voor zelfstandig ondernemers.  
Als zelfstandig ondernemers worden aangemerkt: 
- Zelfstandige zonder personeel (zzp'er);
- Directeur-grootaandeelhouders;
- Vrije beroepsbeoefenaren;
- Meewerkende echtgenoten.

## Regelingen vanuit de overheid
Sinds het afschaffen van de Wet arbeidsongeschiktheidsverzekering zelfstandigen (WAZ) in 2004 is er voor ondernemers geen sociale zekerheid meer die voorziet in een uitkering bij arbeidsongeschiktheid, afgezien van de WWB. De Wet werk en inkomen naar arbeidsvermogen (WIA) voorziet alleen in een uitkering voor werknemers.
Het is als zelfstandige mogelijk om bij UWV een vrijwillige verzekering voor de WIA af te sluiten.

## Verzekerd inkomen
De hoogte van de periodieke uitkering van de arbeidsongeschiktheidsverzekering zal doorgaans zijn afgeleid van het inkomen van de ondernemer. De verzekeraar zal doorgaans niet meer dan 85% van het inkomen willen verzekeren. 
Als de verzekerde besluit hiervoor te kiezen, wordt het verzekerde bedrag en de uitkering jaarlijks geïndexeerd met de loonindex van het Centraal Bureau voor de Statistiek.

## Arbeidsongeschiktheidscriteria
Het is afhankelijk van het overeengekomen arbeidsongeschiktheidscriterium wanneer de verzekerde als arbeidsongeschikt wordt beschouwd. De volgende criteria worden onderscheiden: 
- Gangbare arbeid: Bij beoordeling naar gangbare arbeid wordt rekening gehouden met algemeen geaccepteerde arbeid. Hierbij wordt geen rekening gehouden met het beroep, opleidingsniveau en werkervaring. De WIA gaat uit van gangbare arbeid. Voorbeeld: een tandarts die nog wel het beroep van vuilnisman uit kan oefenen is niet (volledig) arbeidsongeschikt. Gangbare arbeid komt bij arbeidsongeschiktheidsverzekeringen weinig voor.
- Passende arbeid: Bij beoordeling naar passende arbeid wordt rekening gehouden met het beroep, de opleiding en werkervaring. Voorbeeld: het beroep vuilnisman is voor een tandarts niet-passend. Wanneer de tandarts nog wel het beroep van jurist uit kan oefenen dan zal dit wel als passende arbeid worden beschouwd.
- Beroepsarbeidsongeschiktheid. Er is sprake van arbeidsongeschiktheid wanneer het eigen beroep niet  meer uitgeoefend kan worden.

Gedurende het eerste jaar van arbeidsongeschiktheid geldt doorgaans beroepsarbeidsongeschiktheid als criterium. Vanaf het tweede jaar geldt vaak passende arbeid. Voor de meeste beroepen is het mogelijk ook na het eerste jaar beroepsarbeidsongeschiktheid te verzekeren.

## Kosten
De kosten van een arbeidsongeschiktheidsverzekering bestaan doorgaans uit een maandelijkse premie, eenmalige afsluitkosten en jaarlijkse administratiekosten. De hoogte van de premie is afhankelijk van een aantal factoren, waaronder het beroep van de verzekerde, de leeftijd bij aanvang van de verzekering, de hoogte van het verzekerde bedrag en de gekozen eigen risicotermijn (wachttijd). Ook de keuze voor indexatie (inflatiecorrectie) en de duur van de uitkering (tijdelijk of tot de AOW-leeftijd) beïnvloeden de premiehoogte.
Fysiek zwaardere beroepen brengen doorgaans een hoger risico op arbeidsongeschiktheid met zich mee, waardoor de premie voor deze beroepen relatief hoog is. Ook op hogere leeftijd neemt het risico op langdurige uitval toe, wat zich vertaalt in een stijgende premie.
Daarnaast speelt het type dekking een rol: verzekeringen die uitkeren bij het niet meer kunnen uitoefenen van het eigen beroep zijn doorgaans duurder dan verzekeringen die uitgaan van passende of gangbare arbeid.

## Eigen risico
De verzekeraar zal doorgaans een eigen risicotermijn (wachttijd) verplicht stellen. Gedurende deze termijn wordt geen uitkering verstrekt. De eigen risicotermijn bedraagt doorgaans minstens een maand. Tegen korting op de premie kan een langere termijn overeengekomen worden. Voor bepaalde risicovolle beroepen kan een langere termijn verplicht worden gesteld.

## Premie

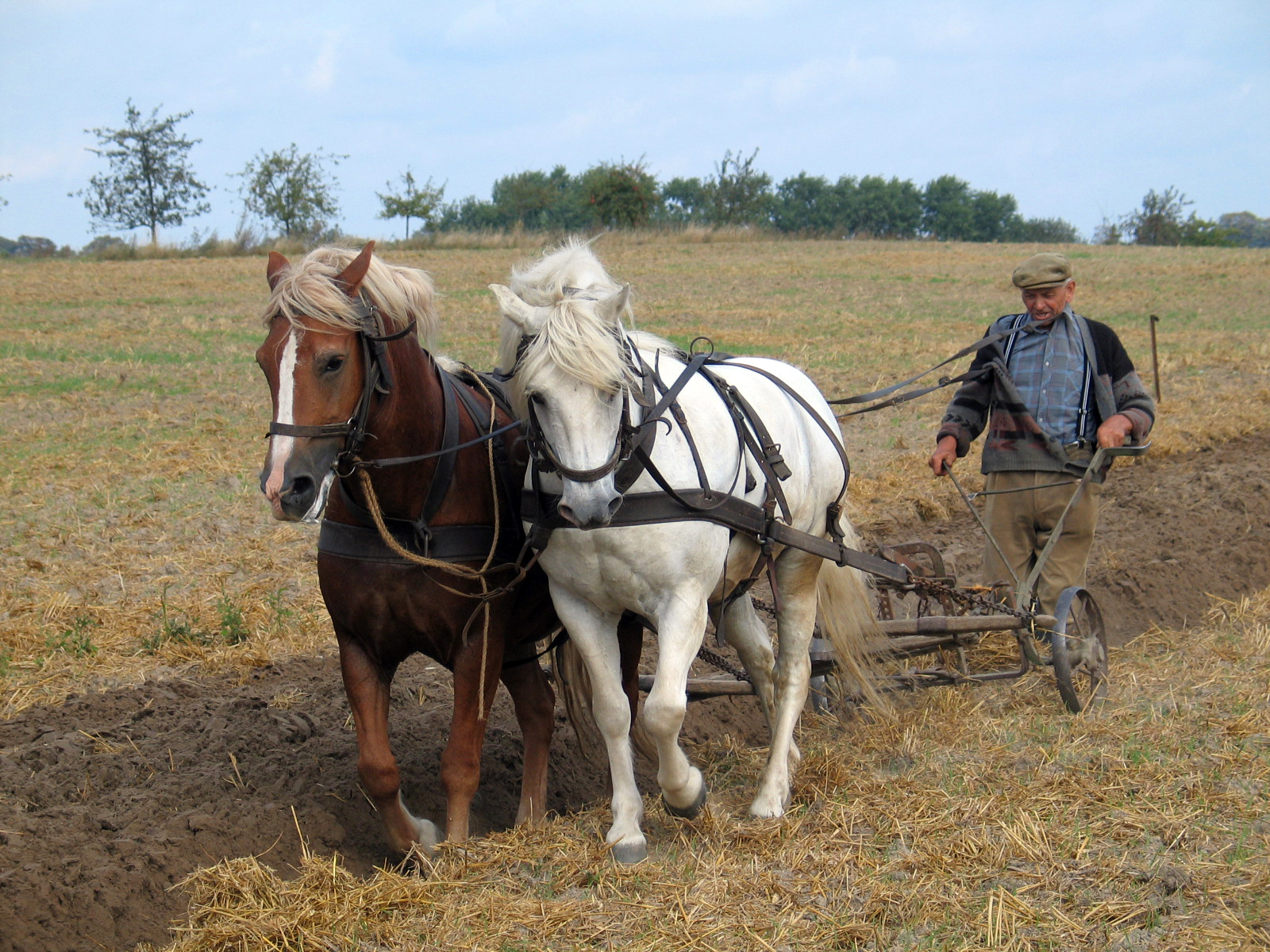
Een agrariër heeft een hoge invalideringskans waardoor de premie hoger uit zal vallen

De premie wordt uitgedrukt in een promillage. Bij een promillage van 25 bedraagt de premie € 25 per jaar voor elke € 1000 aan verzekerde uitkering per jaar. Bij een verzekerde uitkering van € 20.000 per jaar bedraagt de premie € 500 per jaar.
Het premiepromillage is afhankelijk van: 
- Invalideringskans: hoe groot is de kans dat de verzekerde arbeidsongeschikt raakt. Deze kans neemt toe bij risicovolle beroepen en naarmate de verzekerde ouder wordt.
- Revalideringskans: hoe groot is de kans dat de arbeidsongeschikte verzekerde weer herstelt of hoe groot is de kans dat er langdurig uitgekeerd moet worden. Deze kans neemt af naarmate de verzekerde ouder wordt. In de laatste jaren van de verzekering neemt de kans sterk af. Bij een 62-jarige hoeft ten slotte in het slechtste geval drie jaar uitgekeerd te worden.
- Sterftekans: de kans dat de verzekerde voortijdig komt te overlijden. Bij voortijdig overlijden hoeft uiteraard niet langer te worden uitgekeerd.
- Interest: vaak zal de premie in de beginjaren te hoog zijn (zie ook verderop). Over deze ‘vooruitontvangen’ premies ontvangt de verzekeraar rente.

## Tariefsoorten
De verzekerde heeft de keuze uit drie tariefsoorten. Uiteindelijk wordt over de hele looptijd nagenoeg evenveel premie betaald. De keuze van de tariefsoort is dan ook voornamelijk afhankelijk van de persoonlijke wensen van de verzekerde.
Bij het risicotarief wordt altijd de premie betaald die overeenkomt met de premie die hoort bij de premiefactoren. In het begin is de premie laag, de premie stijgt gedurende de looptijd en neemt in de laatste jaren weer af.
Bij het gelijkblijvende tarief wordt gedurende de hele looptijd dezelfde premie betaald. In de eerste jaren wordt te veel premie betaald. Dit wordt aangewend voor de te lage premie aan het eind van de verzekering.
Vaak worden het risico- en gelijkblijvende tarief gecombineerd tot het combi-tarief. Bij het combi-tarief geldt in de eerste jaren het risicotarief. Op een bepaalde leeftijd schakelt de verzekering over naar het gelijkblijvende tarief.
De hoogte van de premie is zowel bij het seq. Combi-, Risico,  alswel het Standaard tarief, de eerste drie jaar vaak stijgend. Dit is vaak het geval doordat het overgrote deel van de verzekeraars in de meeste gevallen een aflopend kortingspercentage bij aanvang van de verzekering hanteert. Alleen indien er een doorlopende korting gehanteerd wordt, zal een vaste premie gehanteerd kunnen worden.

## Acceptatie
Bij aanvraag van de verzekering zal de verzekeraar allereerst beoordelen of er technisch geaccepteerd kan worden. Hierbij worden voornamelijk het beroep en de procentuele verdeling van de verschillende werkzaamheden waaruit het beroep bestaat en de sporten en hobby's beoordeeld. Wanneer de technische acceptatie akkoord is beoordeelt de medisch adviseur de medische toestand. 
De kandidaat verzekerde wordt gevraagd telefonisch of schriftelijk een zeer uitgebreide gezondheidsverklaring af te geven.
Zelden worden er anno 2018 voor acceptatie nog medische keuringen uitgevoerd. Alleen bij uitzonderlijk hoge verzekerde bedragen, meestal in overleg met de herverzekeraar, wordt dit nog gevraagd.
De medisch adviseur brengt vervolgens een advies uit aan de verzekeraar. Doorgaans wordt er geadviseerd de verzekerde te accepteren of te accepteren met een uitsluiting (restrictie), waardoor bepaalde aandoeningen niet zijn verzekerd. Bij een verzekerde die rugklachten heeft (gehad) kan dan worden geadviseerd rugklachten uit te sluiten van dekking. Daarnaast kan de medisch adviseur ook een hogere premie, een langere eigen risicotermijn of lagere eindleeftijd adviseren of het advies uitbrengen de verzekerde in het geheel niet te accepteren.
De verzekerde heeft het recht van het advies van de medisch adviseur op de hoogte te worden gesteld voordat de medisch adviseur de verzekeraar adviseert.
De verzekeraar zal het advies doorgaans overnemen. De verzekerde hoeft niet akkoord te gaan met een afwijkend voorstel. Eventueel zal een herbeoordeling van een clausule in de toekomst tot insluiting van het eerder uitgesloten kunnen leiden. Meestal wordt het recht op herbeoordeling voorgesteld na twee of drie jaar. 
Verzekerde kan gebruik maken van zijn WGBO recht, zodat hij als eerste het advies verneemt en hij kan beslissen of hij wel of geen toestemming geeft om dit advies daarna door de medisch adviseur aan de maatschappij te laten uitbrengen.

## Eindleeftijd
De verzekering (en eventuele uitkering) eindigt wanneer de verzekerde de vooraf overeengekomen eindleeftijd bereikt. De eindleeftijd is uiterlijk AOW leeftijd. Fysiek zwaardere beroepen kunnen standaard een beperking kennen. Dat verschilt per verzekeraar. Echter een breed gedragen beperking is bijvoorbeeld een stukadoor, met een maximale eindleeftijd van 55 of 60 jaar. De verhoging van de AOW-leeftijd veroorzaakt een AOW-gat.
De verzekeraar kan, nadat zij de medische acceptatie heeft uitgevoerd, een langere wachttijd voorstellen, al dan niet, in combinatie met een beperkte einddatum. Dit afwijkende acceptatievoorstel is dan ter overweging aan de ondernemer. Indien de ondernemer daarmee uitdrukkelijk (schriftelijk) akkoord gaat zal daarna de polis worden opgemaakt en is de (beperkte) dekking van toepassing. De ondernemer kan beslissen met dit tegenvoorstel niet akkoord te gaan. Dan is er uiteindelijk geen wilsovereenstemming en zal de aanvraag terzijde worden gelegd. Er is dan geen dekking en eventueel voorlopige dekking (meestal tegen beperkte ongevallendekking wordt door de verzekeraar beëindigd.

## Vangnetverzekering
Wie om medische redenen geen reguliere AOV kan afsluiten, kan gebruikmaken van een vangnetverzekering. Deze moet worden aangevraagd binnen vijftien maanden na de start van het bedrijf. Als peildatum wordt de inschrijfdatum van de Kamer van Koophandel aangehouden.
Bij arbeidsongeschiktheid wordt 70% van het minimumloon uitgekeerd tot aan de AOW-gerechtigde leeftijd, waarbij het eerste ziektejaar voor eigen risico is. Bij gedeeltelijke arbeidsongeschiktheid wordt een percentage hiervan uitgekeerd. Hiervoor moet de verdiencapaciteit minimaal 35% verminderd zijn; dit wordt beoordeeld op dezelfde wijze als bij de WIA.

## Onopzegbaar
Een arbeidsongeschiktheidsverzekering mag slechts in uitzonderlijke situaties door de verzekeraar worden opgezegd. Deze bijzondere situaties zijn:
- Wanbetaling (het niet betalen van de premie).
- De verzekerde wijzigt van beroep en het nieuwe beroep is voor de verzekeraar niet acceptabel.
- De verzekerde vestigt zich definitief in het buitenland. Dit moet dus langer zijn dan een periode van 2 maanden.
- Het bedrijf van de verzekerde raakt failliet.
- Overlijden van de verzekerde/verzekeringnemer.
- Het niet voldoen aan de mededelingsplicht.

## Alternatieven
De overheid schafte in 2004 de WAZ af, maar zelfstandigen kunnen bij langdurige arbeidsongeschiktheid nog wel een beroep doen op de Wet werk en bijstand. Betrokken ministeries hebben nog steeds geen goed beeld van de risico's die het Nederlandse sociale stelsel loopt vanwege de grote verschuiving van werknemerschap naar zelfstandigheid.
Arbeidsongeschiktheidverzekeringen zijn duur maar niet verplicht. Veel ondernemers sparen om een langere periode zonder inkomen te kunnen overbruggen, of zorgen dat zij kunnen terugvallen op hun netwerk van vrienden, partner en familie. 
In een schenkkring sparen ondernemers in gezamenlijk verband om elkaar te kunnen steunen met schenkingen. Een schenkkring (of crowdsurance) is een arbeidsongeschiktheidsvoorziening, meestal in de vorm van een vereniging met beperkte of volledige rechtsbevoegdheid van ondernemers die aan arbeidsongeschikte leden in hun groep schenkingen doen. 
Men is in Nederland geen schenkbelasting verschuldigd over een vrijgesteld bedrag van ongeveer € 2000 per jaar. Ook voor de ontvangers zijn de schenkingen netto bedragen. Er bestaan diverse organisaties die dit soort schenkkringen / crowdsurance vormen inrichten en beheren. Deze vrijwillige vormen zijn niet te vergelijken met het wettelijke, collectieve recht op loondoorbetaling bij ziekte en WIA dat werknemers hebben.